# Hairspray (musical)
|  | For andre betydninger, se Hairspray |
Hairspray er en amerikansk musical med musik af Marc Shaiman, tekst af Scott Wittman og Shaiman. Musikalen er baseret på John Waters' film fra 1988 Hairspray. 
Den oprindelige produktion på Broadway havde premiere den 15. august 2002. Musicalen modtog i 2003 8 Tony Awards ud af 13 nomineringer. Stykket blev opført mere end 2.500 gange på Broadway inden det blev taget ned den 4 januar 2009. Hairspray er også blevet sat op i flere andre lande, herunder i London, hvor stykket blev nomineret til et rekordstort antal Laurence Olivier Awards (11 i alt), hvor stykket modtog 4 priser. I Danmark sættes stykket op i 2016 i Tivoli.

## Eksterne links
- Wikimedia Commons har flere filer relateret til Hairspray (musical)

| Kunst og kultur | Spire Denne artikel om scenekunst og teater er en spire som bør udbygges. Du er velkommen til at hjælpe Wikipedia ved at udvide den. |